# Ridge Racer 3DS
Ridge Racer 3DS (oryg. tytuł w jęz. ang. Ridge Racer 3D) – gra wyścigowa, pierwsza z serii Ridge Racer wyprodukowana i wydana przez Namco Bandai Games 26 lutego 2011 roku w Japonii na konsolę Nintendo 3DS.

## Rozgrywka
Ridge Racer 3DS jest zręcznościową grą wyścigową. Samochody zawarte w grze są fikcyjne, w każdym samochodzie zamontowany jest dopalacz. W grze znalazło się kilka tras wyścigowych. Z każdym wyścigiem poziom trudności gry wzrasta.
W grze zaimplementowano tryb gry wieloosobowej.
Gra została zaprojektowana z wykorzystaniem trójwymiarowej grafiki i użyciem technologii 3D.